# Liogma brevipecten
Liogma brevipecten är en tvåvingeart som beskrevs av Alexander 1932. Liogma brevipecten ingår i släktet Liogma och familjen mellanharkrankar. Inga underarter finns listade i Catalogue of Life.